# Spinifexgräsfågel
Spinifexgräsfågel (Poodytes carteri) är en fågel i familjen gräsfåglar inom ordningen tättingar.

## Utseende och läte
Spinifexgräsfågeln är en ostreckat brunaktig fågel med lång stjärt och platt huvud. Sången består av en serie tjirpande fraser som liknar rörsångare.

## Utbredning och systematik
Fågeln förekommer i områden med Spinifex-gräs i norra centrala Australien (från Pilbara till nordvästra Queensland). Den behandlas som monotypisk, det vill säga att den inte delas in i några underarter.

### Släktestillhörighet
Traditionellt placerades fågeln som ensam art i släktet Eremiornis. DNA-studier från 2011 visade att arten är nära släkt med flera arter traditionellt placerade i Megalurus, dock med osäkerhet kring placeringen för typarten i Megalurus, strimgräsfågeln. Detta tolkades på olika sätt av olika taxonomiska auktoriteter: vissa förde spinifexgräsfågeln med släktingar trots allt till Megalurus, medan andra bröt ut dem till ett eget släkte, Poodytes.
Senare DNA-studier från 2018 visar att det senare mer korrekt återspeglar släktskapet, eftersom strimgräsfågeln visats sig stå närmare diverse afrikanska gräsfåglar i bland annat släktet Bradypterus.

### Familjetillhörighet
Gräsfåglarna behandlades tidigare som en del av den stora familjen sångare (Sylviidae). Genetiska studier har dock visat att sångarna inte är varandras närmaste släktingar. Istället är de en del av en klad som även omfattar timalior, lärkor, bulbyler, stjärtmesar och svalor. Idag delas därför Sylviidae upp i ett flertal familjer, däribland Locustellidae.

## Status och hot
Arten har ett stort utbredningsområde, men tros minska i antal, dock inte tillräckligt kraftigt för att den ska betraktas som hotad. Internationella naturvårdsunionen IUCN listar därför arten som livskraftig (LC).